# La Vieux-Rue
La Vieux-Rue is een gemeente in het Franse departement Seine-Maritime (regio Normandië) en telt 407 inwoners (1999). De plaats maakt deel uit van het arrondissement Rouen.

## Geografie
De oppervlakte van La Vieux-Rue bedraagt 5,5 km², de bevolkingsdichtheid is 74,0 inwoners per km².
De onderstaande kaart toont de ligging van La Vieux-Rue met de belangrijkste infrastructuur en aangrenzende gemeenten.

## Demografie
Onderstaande figuur toont het verloop van het inwonertal (bron: INSEE-tellingen).